# Drassodex
Genre
Drassodex est un genre d'araignées aranéomorphes de la famille des Gnaphosidae.

## Distribution
Les espèces de ce genre se rencontrent en Europe et en Turquie.

## Liste des espèces
Selon World Spider Catalog (version 25.5, 03/10/2024) :
- Drassodex cervinus (Simon, 1914)
- Drassodex drescoi Hervé, Roberts & Murphy, 2009
- Drassodex fritillifer (Simon, 1914)
- Drassodex granja Hervé, Roberts & Murphy, 2009
- Drassodex heeri (Pavesi, 1873)
- Drassodex hispanus (L. Koch, 1866)
- Drassodex hypocrita (Simon, 1878)
- Drassodex lesserti (Schenkel, 1936)
- Drassodex simoni Hervé, Roberts & Murphy, 2009
- Drassodex validior (Simon, 1914)

## Systématique et taxinomie
Ce genre a été décrit par Murphy en 2007 dans les Gnaphosidae.

## Publication originale
- Murphy, 2007 : Gnaphosid genera of the world. British Arachnological Society, St Neots, Cambs, p. 1-605.